# Division One (1900/1901)
Division One (1900/1901) – był to 11. w historii sezon szkockiej pierwszej klasy rozgrywkowej w piłce nożnej. Sezon rozpoczął się 15 sierpnia 1900, a zakończył się 27 kwietnia 1901. Brało w niej udział 11 zespołów, które grały ze sobą systemem „każdy z każdym”. Tytuł mistrzowski obronił Rangers, dla którego był to 4. tytuł w historii klubu. Koronę króla strzelców zdobył Robert Hamilton, który strzelił 20 bramek.

## Zasady rozgrywek
W rozgrywkach brało udział 11 drużyn, walczących o tytuł mistrza Szkocji w piłce nożnej. Każda z drużyn rozegrała po 2 mecze ze wszystkimi przeciwnikami (razem 20 spotkań).

## Drużyny
| Uczestnicy poprzedniej edycji                                                                                 | Uczestnicy poprzedniej edycji | Uczestnicy poprzedniej edycji | Uczestnicy poprzedniej edycji |
| --- | ----------------------------- | ----------------------------- | ----------------------------- |
| RAN | Rangers                       | 1                             |                               |
| CEL | Celtic                        | 2                             |                               |
| HIB | Hibernian                     | 3                             |                               |
| HRT | Heart of Midlothian           | 4                             |                               |
| KIL | Kilmarnock                    | 5                             |                               |
| DNE | Dundee                        | 6                             |                               |
| THL | Third Lanark                  | 6                             |                               |
| STM | St. Mirren                    | 8                             |                               |
| Awans z Scottish Division Two 1899/1900                                                                       |                               |                               |                               |
| PAR | Partick Thistle               | 1                             |                               |
| MOR | Greenock Morton               | 2                             |                               |
| QUP | Queen's Park                  |                               |                               |
| Oznaczenia: - kolumna pierwsza – skróty nazw drużyn, - kolumna trzecia – miejsce zajęte w poprzednim sezonie. |                               |                               |                               |

## Stadiony
| Miasto     | Stadion             | Klub                |
| ---------- | ------------------- | ------------------- |
| Dundee     | Dens Park           | Dundee              |
| Edynburg   | Tynecastle Stadium  | Heart of Midlothian |
| Edynburg   | Easter Road Stadium | Hibernian           |
| Glasgow    | Celtic Park         | Celtic              |
| Glasgow    | Meadowside          | Partick Thistle     |
| Glasgow    | Cathkin Park        | Queen's Park        |
| Glasgow    | Ibrox Park          | Rangers             |
| Glasgow    | Cathkin Park        | Third Lanark        |
| Greenock   | Cappielow Park      | Greenock Morton     |
| Kilmarnock | Rugby Park          | Kilmarnock          |
| Paisley    | St. Mirren Park     | St. Mirren          |

## Tabela końcowa
| Lp. | Drużyna                 | M  | Z  | R | P  | Bramki | Bramki | Różn. | Pkt | Uwagi                    |
| --- | ----------------------- | -- | -- | - | -- | ------ | ------ | ----- | --- | ------------------------ |
| 1   | Rangers (M)             | 20 | 17 | 1 | 2  | 60     | 25     | +35   | 35  |                          |
| 2   | Celtic                  | 20 | 13 | 3 | 4  | 49     | 28     | +21   | 29  |                          |
| 3   | Hibernian               | 20 | 9  | 7 | 4  | 29     | 22     | +7    | 25  |                          |
| 4   | Greenock Morton         | 20 | 9  | 3 | 8  | 40     | 40     | 0     | 21  |                          |
| 5   | Kilmarnock              | 20 | 7  | 4 | 9  | 35     | 47     | −12   | 18  |                          |
| 5   | Third Lanark            | 20 | 6  | 6 | 8  | 20     | 29     | −9    | 18  |                          |
| 7   | Dundee                  | 20 | 6  | 5 | 9  | 36     | 35     | +1    | 17  |                          |
| 7   | Queen's Park            | 20 | 7  | 3 | 10 | 33     | 37     | −4    | 17  |                          |
| 9   | St. Mirren              | 20 | 5  | 6 | 9  | 33     | 43     | −10   | 16  |                          |
| 10  | Heart of Midlothian (P) | 20 | 5  | 4 | 11 | 22     | 30     | −8    | 14  |                          |
| 11  | Partick Thistle (S)     | 20 | 4  | 2 | 14 | 28     | 49     | −21   | 10  | Spadek do First Division |

## Wyniki
| Gospodarz \ Gość    | CEL | DNE | HRT | HIB | KIL | MOR | PAR | QUP | RAN | STM | THL |
| Celtic              |     | 1:2 | 1:3 | 3:1 | 1:0 | 4:2 | 3:3 | 2:0 | 2:1 | 3:0 | 5:1 |
| Dundee              | 1:1 |     | 1:2 | 1:3 | 3:0 | 5:2 | 4:0 | 4:0 | 1:5 | 1:1 | 0:0 |
| Heart of Midlothian | 0:2 | 0:4 |     | 0:0 | 7:0 | 1:2 | 1:3 | 1:2 | 0:1 | 0:0 | 0:0 |
| Hibernian           | 2:2 | 2:1 | 3:0 |     | 2:2 | 1:1 | 2:0 | 0:1 | 4:1 | 1:0 | 2:0 |
| Kilmarnock          | 2:1 | 2:0 | 1:3 | 2:2 |     | 4:1 | 2:1 | 2:1 | 1:2 | 2:2 | 2:1 |
| Greenock Morton     | 2:3 | 5:1 | 2:2 | 1:0 | 3:2 |     | 2:3 | 6:2 | 1:3 | 1:0 | 1:0 |
| Partick Thistle     | 2:6 | 1:1 | 0:1 | 0:1 | 1:2 | 1:2 |     | 1:4 | 1:2 | 5:3 | 3:1 |
| Queen's Park        | 0:2 | 1:0 | 4:0 | 1:1 | 5:5 | 3:0 | 2:0 |     | 2:3 | 0:0 | 0:2 |
| Rangers             | 2:1 | 4:2 | 1:0 | 6:0 | 5:1 | 3:2 | 4:1 | 3:2 |     | 5:2 | 4:0 |
| St. Mirren          | 3:4 | 3:3 | 2:1 | 0:2 | 3:1 | 0:2 | 5:2 | 4:3 | 1:4 |     | 2:1 |
| Third Lanark        | 1:2 | 2:1 | 1:0 | 0:0 | 3:2 | 2:2 | 1:0 | 1:0 | 1:1 | 2:2 |     |

Źródło: SPFL.co.uk
Objaśnienia:
1Drużyna gospodarzy jest wymieniona po lewej stronie tabeli.
Kolory: zielony – zwycięstwo gospodarzy, żółty – remis, różowy – zwycięstwo gości.